# Чемпионат Украины по мини-футболу 1995/1996
Чемпионат Украины по мини-футболу 1995/96 года прошёл с участием 15 команд и завершился победой одесского «Локомотива».

## Ход турнира
Чемпионат проводился по круговой системе и состоял из двух кругов по 15 туров, в каждом из которых одна из команд пропускала тур. В начале второго круга, после 17 сыгранных матчей из предусмотренных 28-ми, из-за проблем с финансированием с розыгрыша снялся желтоводский «Авангард».
По итогам группового турнира «Механизатор» и «Локомотив» набрали по 51 очку и решали судьбу чемпионства в дополнительном матче. Решающая игра состоялась 16 мая 1996 года и завершилась победой «Локомотива» со счётом 3:5.
Чемпионом Украины стал одесский «Локомотив» под руководством тренера Валерия Ивановича Водяна (президент — Николай Владимирович Березский, начальник команды — Евгений Ефимович Армер, тренеры - Геннадий Юрьевич Сидельников, Валерий Францевич Маркевич, администратор команды - Геннадий Листашкин, врач команды - Николай Коваль, массажист команды - Виктор Кузин ). Золотые медали получили Владимир Трибой, Максим Кондратюк, Олег Безуглый, Сергей Коридзе, Георгий Мельников, Сергей Ожегов, Кирилл Красий, Павел Ардаковский, Тарас Шпичка, Владимир Кныш, Виктор Бакум, Виталий Сурич, Александр Кохан, Юрий Кулиш, Сергей Серба.
Лучшим игроком турнира был назван Олег Безуглый.
Победителем турнира в Первой лиге стал киевский «Интеркас», получивший право участия в Высшей лиге в следующем сезоне.

## Турнирная таблица
| #  | Клуб                           | И  | В  | Н | П  | Мячи    | Очки |
| -- | ------------------------------ | -- | -- | - | -- | ------- | ---- |
| 1  | «Локомотив» (Одесса)           | 28 | 24 | 3 | 1  | 182-72  | 51   |
| 2  | «Механизатор» (Днепропетровск) | 28 | 25 | 1 | 3  | 217-76  | 51   |
| 3  | «Днепроспецсталь» (Запорожье)  | 28 | 21 | 3 | 4  | 125-76  | 45   |
| 4  | «Случ» (Ровно)                 | 28 | 13 | 7 | 8  | 125-102 | 33   |
| 5  | «КрАЗ» (Кременчуг)             | 28 | 14 | 1 | 13 | 112-130 | 29   |
| 6  | «Донбасс» (Донецк)             | 28 | 13 | 2 | 13 | 103-143 | 28   |
| 7  | «Украина» (Львов)              | 28 | 11 | 5 | 12 | 124-143 | 27   |
| 8  | «Кий» (Киев)                   | 28 | 12 | 2 | 14 | 121-143 | 26   |
| 9  | «ЭХО» (Харьков)                | 28 | 11 | 3 | 14 | 123-123 | 25   |
| 10 | «Надежда» (Запорожье)          | 28 | 10 | 4 | 14 | 149-148 | 24   |
| 11 | «Горняк» (Красногоровка)       | 28 | 10 | 1 | 17 | 134-160 | 21   |
| 12 | «Уголёк» (Макеевка)            | 28 | 7  | 4 | 17 | 105-141 | 18   |
| 13 | «Фортуна» (Днепропетровск)     | 28 | 8  | 1 | 19 | 110-145 | 17   |
| 14 | «Водеяр» (Кременчуг)           | 28 | 7  | 1 | 20 | 79-178  | 15   |
| 15 | «Авангард» (Жёлтые Воды)       | 28 | 4  | 2 | 22 | 58-97   | 10   |